# Joaquim Arcoverde de Albuquerque Cavalcanti
Joaquim Arcoverde de Albuquerque Cavalcanti (Cimbres, Imperio del Brasil, 14 de enero de 1850-Río de Janeiro, Estados Unidos del Brasil, 18 de abril de 1930) fue un arzobispo de San Sebastián de Río de Janeiro de 1897 hasta su muerte y el primer cardenal brasileño y de América Latina.

## Biografía
Nacido en una familia importante del Nordeste de Brasil, Joaquim Arcoverde de Albuquerque Cavalcanti estudió filosofía, teología y ciencias naturales en Roma y después en París. Fue ordenado sacerdote el 4 de abril de 1874 en Roma. Regresó a Olinda en Brasil como rector de un seminario recientemente creado en 1876. Desempeñó diferentes cargos en Brasil y en el Vaticano. 
Fue nombrado obispo coadjutor de San Salvador de Bahia por León XIII en 1888, pero rechazó ese nombramiento. Tres años más tarde, en 1891, aceptó su nombramiento en la diócesis de Goiás. En 1892, fue obispo coadjutor de São Paulo, obispo titular de Argos y en 1894, se convirtió en obispo titular de São Paulo.
En 1897, fue promovido a la arquidiócesis de San Sebastián de Río de Janeiro, la más importante de América Latina.
El papa Pío X lo creó cardenal con el título de cardenal presbítero de los Santos Bonifacio y Alejo en 1905. Es el primer cardenal de América Latina y el segundo del hemisferio sur después del australiano Francis Patrick Moran.
Descansa en la Catedral de Río de Janeiro.